# تجمع وادي قودة (تريم)

تعديل مصدري - تعديل

تجمع وادي قودة هي إحدى قرى عزلة تريم بمديرية تريم التابعة لمحافظة حضرموت، بلغ تعداد سكانها 30 نسمة حسب تعداد اليمن لعام 2004.